# Next is you! / 不僅是我的身體已經成為一個成人
《Next is you! / 不僅是我的身體已經成為一個成人》（Next is you! / カラダだけが大人になったんじゃない）是日本女子偶像組合Juice=Juice的第7张单曲，於2016年2月3日由hachama發售。

## 概要
- 《Next is you! / 不僅是我的身體已經成為一個成人》是Juice=Juice第六張2A單曲。
- 《Next is you!》是Juice=Juice主演，富士電視台電視劇「武道館」的主題曲，以劇中團體名義「NEXT YOU」發行；而《不僅是我的身體已經成為一個成人》是該電視劇插曲。
- 此單曲有6個版本，分別有初回生產限定盤A、B、C、D和通常盤A、B。「初回生產限定盤A」和「初回生產限定盤C」收錄了《Next is you!》的Music Video；「初回生產限定盤B」和「初回生產限定盤D」收錄了《不僅是我的身體已經成為一個成人》的Music Video。
- 2月15日於Oricon公信榜單曲週榜取得第3名。

## 收錄内容

### CD（初回生產限定盤A、C、通常盤A）
1. Next is you!
（作詞、作曲：淳君、編曲：大久保薫）
2. 不僅是我的身體已經成為一個成人
（作詞、作曲：淳君、編曲：平田祥一郎）
3. Next is you!（Instrumental）
4. 不僅是我的身體已經成為一個成人（Instrumental）

### CD（初回生產限定盤B、D、通常盤B）
1. 不僅是我的身體已經成為一個成人
2. Next is you!
3. 不僅是我的身體已經成為一個成人（Instrumental）
4. Next is you!（Instrumental）

### DVD

#### 初回生產限定盤A
1. Next is you!（Music Video）

#### 初回生產限定盤B
1. 不僅是我的身體已經成為一個成人（Music Video）

#### 初回生產限定盤C
1. Next is you!（Dance Shot Ver.）

#### 初回生產限定盤D
1. 不僅是我的身體已經成為一個成人（Dance Shot Ver.）

## 外部連結
- Juice=Juice官方網站（页面存档备份，存于）（日語）
- YouTube上的Next is you!
- YouTube上的不僅是我的身體已經成為一個成人